# Eurojust
A Eurojust (ejtése angolosan jurodzsaszt, magyarosabban eurojuszt), hivatalos nevén az „Európai Unió Büntető Igazságügyi Együttműködési Ügynöksége” az Európai Unió (EU) egyik ügynöksége, amely a bűnügyekben való nemzetközi igazságszolgáltatási együttműködést hangolja össze. Székhelye Hága.
2002-ben jött létre, hogy hatékonyabbá tegye a komoly nemzetközi és szervezett bűnözés elleni küzdelmet, segítve az EU-tagállamok bűnüldöző és ügyészi szervezeti közötti együttműködést. Az Eurojust egy olyan kollégiumból áll, amelyet a 28 tagállam bírái, ügyészei és rendőrtisztjei alkotnak. A tagok feladatainak korát és időtartamát a delegáló tagállam dönti el. Az Eurojust együttműködik harmadik államokkal és más EU-szervezetekkel is, mint az Európai Igazságszolgáltatási Hálózat (angolul European Judicial Network), a Europol és az OLAF.

## Története

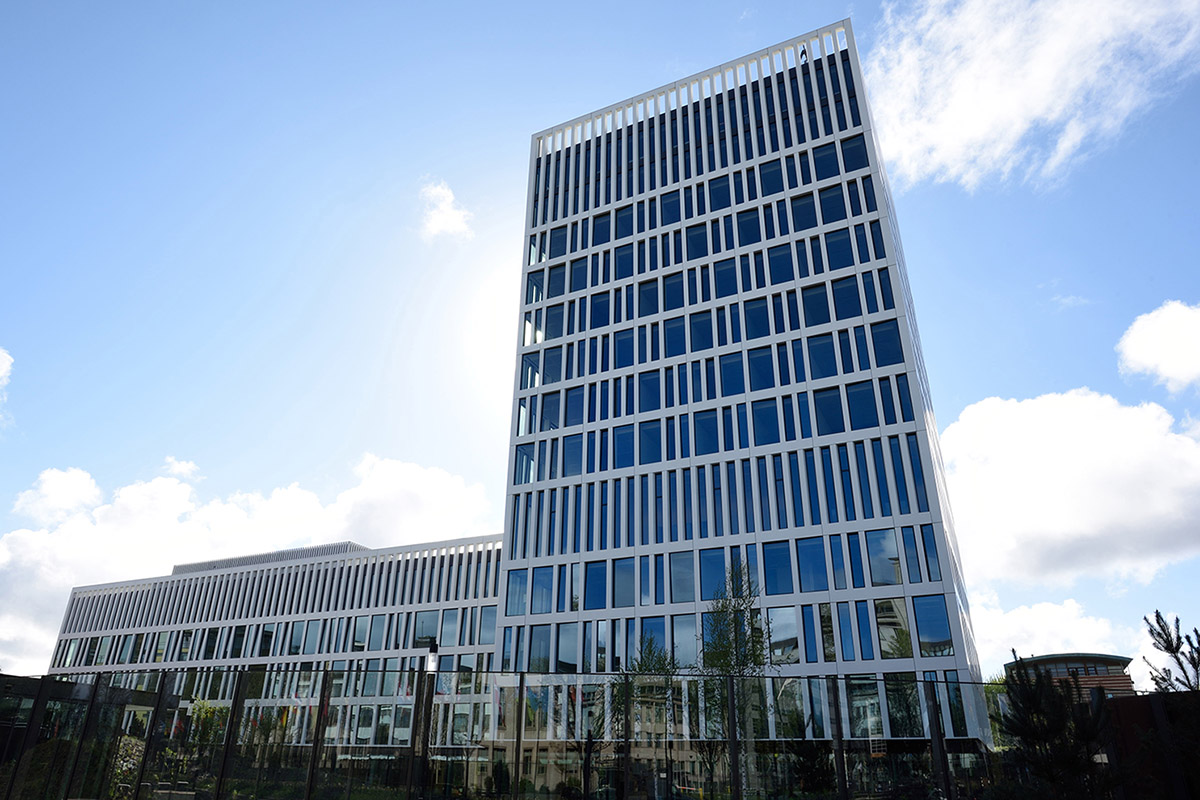
A Eurojust épülete Hágában

Létrehozásáról az Európai Tanács 1999. október 15. és 16. közt tartott tamperei ülése döntött. Az Európai Unió alapszerződésébe a nizzai szerződés illesztette bele az Eurojustot. Elődjét, a Pro-Eurojustot 2000. december 14-én állította fel a tesztüzemhez az Európai Unió Tanácsa. A Pro-Eurojust 2001. március 1-jén kezdte el működését Brüsszelben.
A 2001. szeptember 11-ei terrortámadások az Egyesült Államokban még inkább a nemzetközi együttműködés szükségére hívta fel a figyelmet, ami felgyorsította az Eurojust fejlődését. A szervezet a a bűnözés súlyos formái elleni fokozott küzdelem céljából az Eurojust létrehozásáról szóló 2002/187/IB tanácsi határozattal jött létre 2002 februárjában. Az új szervezet 2003. április 29-én áttelepült Hágába.
Az ügynökséget felállító határozatot a tagállamok az évek során rengetegszer módosították, míg végül 14 év után 2018 novemberében felváltotta egy új jogszabály, az Európai Unió Büntető Igazságügyi Együttműködési Ügynökségéről (Eurojust) és a 2002/187/IB tanácsi határozat felváltásáról és hatályon kívül helyezéséről szóló (EU) 2018/1727 európai parlamenti és tanácsi rendelet, amely ma is hatályos.

### Elnökök
- 2007 novemberéig: Michael Kennedy (Egyesült Királyság)
- 2007. november – 2009: José Luís Lopes da Mota (Portugália)
- 2010. március 1. – 2012. április 30.: Aled Williams (Egyesült Királyság)
- 2012. május 1. – 2017 novembere: Michèle Coninsx (Belgium)
- 2017 november óra: Ladislav Hamran (Szlovákia)

## Fordítás
- Ez a szócikk részben vagy egészben  az   Eurojust című angol Wikipédia-szócikk ezen változatának fordításán alapul.  Az eredeti cikk szerkesztőit annak laptörténete sorolja fel. Ez a jelzés csupán a megfogalmazás eredetét és a szerzői jogokat jelzi, nem szolgál a cikkben szereplő információk forrásmegjelöléseként.

## Külső hivatkozások
- eurojust.europa.eu – hivatalos honlap
- e-Justice portál
- Renata Goldirova: Brussels seeks more powers for EU crime body In: EUobserver, 2007. április 17. (angolul)